# Картушов, Егор Александрович
Его́р Алекса́ндрович Картушо́в (укр. Єгор Олександрович Картушов; род. 5 января 1991, Саки, Крымская область) — украинский футболист, полузащитник клуба «Чернигов».
Воспитанник донецкого «Шахтёра». Выступал за «Шахтёр-3». Позже, как и многие игроки «Шахтёра» побывал на правах аренды в луганской «Заре» и мариупольском «Ильичёвце». Летом 2011 года подписал контракт с «Зарёй», но из-за проблем со здоровьем покинул клуб. С 2012 по 2022 год на протяжении почти 10 лет выступал за черниговскую «Десну», с которой прошёл путь от Второй лиги до Лиги Европы, сыграв 262 официальных матча за команду.
Выступал за юношеские сборные Украины до 17 и до 19 лет, а также за молодёжную сборную до 21 года.

## Биография

### Клубная карьера

#### «Шахтёр» (Донецк)
Начал играть в футбол в 6 лет. Занимался футболом в Сакской ДЮСШ, где тренером был Николай Ланчак.
В 13 лет, после окончания 7 класса перешёл в донецкий «Шахтёр», чему поспособствовал его первый тренер Николай Ланчак. В детско-юношеской футбольной лиге Украины за «Шахтёр» выступал с 2004 по 2008 год. В 2006 году, в 15 лет стал победителем Кубка Брагина, в финале которого «Шахтёр» обыграл московский «Локомотив» (2:0). По итогам турнира Картушов был назван лучшим игроком. По информации спортивного журналиста Игоря Цыганыка, о приобретении 15-летнего Картушова «Шахтёр» получал запрос от «Барселоны», однако отказался отпустить игрока. В 2007 году стал победителем ДЮФЛ для игроков до 16 лет и был признан лучшим игроком турнира. В мае 2008 года участвовал на международном юношеском турнире среди игроков не старше 17 лет в немецком Тессене. «Шахтёр» стал победителем состязания, в финале обыграв турецкий «Генчлербирлиги» (1:0), а Картушов был признан лучшим игроком турнира. В 2008 году стал победителем ДЮФЛ до 17 лет и лучшим бомбардиром финального турнира.
В 2007 году, ещё до завершения выступлений на детско-юношеском уровне, Картушова взяли в «Шахтёр-3», представляющий Вторую лиу Украины. В составе команды дебютировал 19 октября 2007 года в домашнем матче против красноперекопского «Химика» (2:3), заменив на 52 минуте Владислава Насибулина. В марте 2008 года участвовал в мемориале памяти Виталия Старухина. 3 апреля 2008 года в выездной игре против луганского «Коммунальника» (1:2) впервые отыграл полный матч за «Шахтёр-3», в котором получил жёлтую карточку.
18 апреля 2008 года дебютировал за дубль «Шахтёра» в молодёжном чемпионате Украины в домашнем матче против запорожского «Металлурга» (2:1), сменив в начале второго тайма Платона Свиридова. 30 мая 2008 года в домашнем матче «Шахтёра-3» против мелитопольского «Олкома» (4:2) забил свой первый гол в профессиональной карьере.
Всего за «Шахтёр-3» во Второй лиге в сезоне 2007/08 сыграл 10 матчей и забил 1 мяч, также получил 1 жёлтую карточку. В молодёжном первенстве провёл 3 игры.
Летом 2008 года вместе с дублирующем составом побывал на сборах в Крыму. В феврале 2009 года участвовал в Кубке Крымтеплицы, в котором дубль «Шахтёра» занял 7-е место. В сезоне 2008/09 под руководством Валерия Яремченко стал победителем молодёжного чемпионата Украины. Картушов сыграл в 25 матчах и забил 4 мяча, также получил 1 жёлтую карточку.
В июне 2009 года главный тренер «Шахтёра» Мирча Луческу взял Егора на летние сборы в Австрии. 29 июня 2009 года сыграл в товарищеском матче против словацкой «Кошице» (4:1), выйдя на замену на 86 минуте вместо Фернандиньо. В первой половине сезона 2009/10 Картушов забил 11 мячей (4 с пенальти) в 17 матчах молодёжного чемпионата. По итогам всего сезона он стал лучшим бомбардиром «Шахтёра» в турнире и занял 5-е место в списке голеадоров первенства.

#### «Заря» (Луганск)
В начале 2010 года прибыл на просмотр в луганскую «Зарю». В составе команды принял участие в футзальном турнире. Позже «Заря» побывала на сборах в Турции. 16 января 2010 года дебютировал в составе команды в товарищеском матче против клуба «Спартак-Нальчик» (1:0), Картушов вышел вместо Максима Лисового.
В итоге Егор был отдан в аренду до конца сезона в «Зарю». В составе команды взял 9 номер, который до этого носил Алексей Антонов. Также в составе команды выступали и другие арендованные игроки «Шахтёра»: Владимир Езерский, Максим Ковалёв, Алексей Полянский, Игорь Чайковский, Сергей Шевчук и Богдан Шуст.
28 февраля 2010 года дебютировал в Премьер-лиге Украины в выездном матче против днепропетровского «Днепра» (2:2), Анатолий Чанцев выпустил его на поле на 78 минуте вместо Алексея Полянского. Впервые полный матч за «Зарю» отыграл 20 марта 2010 года против донецкого «Шахтёра» (0:2). Тренер включил Картушова в основной состав из-за травмы Сергея Силюка, его игру оценивали положительно. Всего за полгода выступлений за «Зарю» в сезоне 2009/10 Картушов сыграл 13 матчей, в которых получил 2 жёлтые карточки. «Заря» по итогам сезона заняла 13-е место.
Позже арендное соглашение Картушова было продлено на полгода. Из-за травмы он не поехал на сборы в Словению. В новом сезоне Егор взял 91 номер, а 9 номер отошёл Александру Касьяну. В августе 2010 года появилась информация о том, что Картушов может закончить карьеру. Он находился под наблюдением врачей-кардиологов. В итоге он прошёл медицинское обследование в Луганске, Киеве и Германии вместе со своей сестрой и матерью. У Картушова оказался врождённый порок сердца, но врачи разрешили ему продолжать играть в футбол.
После матча 17 тура против киевского «Арсенала» (1:1) сайт UA-Футбол включил его в символическую сборную тура. Выступая в основном на левом фланге, в сезоне 2010/11 Картушов провёл 12 матчей в чемпионате и 3 матча в Кубке Украины. В Кубке «Заря» дошла до 1/4 финала, где уступила днепропетровскому «Днепру» (1:1 в основное время и 4:5 по пенальти).

#### «Ильичёвец»
В январе 2011 года перешёл на правах аренды в мариупольский «Ильичёвец», так как команду возглавил бывший тренер дубля «Шахтёра» Валерий Яремченко. В «Ильичёвец» также перешли многие игроки, принадлежащие «Шахтёру»: Филипп Будковский, Дмитрий Гречишкин, Константин Кравченко, Станислав Микицей, Торнике Окриашвили, Виталий Федотов, Игорь Чайковский, Богдан Шуст, Владлен Юрченко. Состав «Ильичёвца» состоял преимущественно из арендованных игроков. В команде Картушов взял футболку с 45 номером.
В январе 2011 года поехал вместе с командой на сборы в Турцию. Дебютировал в «Ильичёвце» 22 января 2011 года в товарищеском матче против дубля казанского «Рубина» (2:1), в первой игре на сборах в Анталье. 4 марта 2011 года дебютировал в чемпионате Украины за «Ильичёвец» в выездном матче против запорожского «Металлурга» (0:4), Картушов начал игру в основном составе, но на 61 минуте был заменён на Виталия Федотова. Всего в сезоне 2010/11 сыграл за команду в 8 играх. «Ильичёвец» занял 14-е место, обогнав всего на 2 очка «Севастополь», и остался в Премьер-лиге. В молодёжном первенстве провёл 3 матча и забил 1 гол (в ворота «Таврии»).
В июне 2011 года Мирча Луческу планировал взять Картушова на сборы донецкого «Шахтёра», но позже отказался. Также было сообщено о том, что Картушов подписал контракт с «Ильичёвцем». Позже вместе с командой он побывал на сборах в Хорватии.

#### Дальнейшая карьера
В июле 2011 года ему был предоставлен статус свободного агента и вскоре он подписал двухлетний контракт с луганской «Зарей». В команде взял 31 номер. Но из-за проблем с сердцем за команду он так и не сыграл, некоторое время он тренировался индивидуально. В январе 2012 года было объявлено о расторжении контракта с «Зарей». Позже он играл за любительский коллектив «Камелот», из родного города Егора Саки.

#### «Десна»
В сентябре 2012 года заключил контракт с черниговской «Десной». Дебютировал в составе команды 20 сентября 2012 года в выездном матче против стрыйской «Скалы» (1:1). Весной 2013 года Картушов являлся игроком основы, выступая преимущественно слева в защите. В сезоне 2012/13 «Десна» выиграла Вторую лигу и получила право выступать в Первой лиге. По итогам сезона Картушов был включён сайтом football.ua в символическую сборную группы «А» Второй лиги на позиции левого защитника.
В следующем сезоне 2013/14 «Десна» заняла 5-е место в Первой лиге. В Кубке Украины команда вышла в 1/4 финала. Картушов в начале сезона был переведён в полузащиту, что положительно сказалось на атакующих действиях команды. Вскоре он стал одним из лидеров «Десны» и одним из лучших игроков Первой лиги. Его игра положительно оценивалась футбольными специалистами, а главный тренер «Десны» Александр Рябоконь высказал мнение о том, что Картушов по своему потенциалу является игроком национальной сборной. После завершения первой части чемпионата вошёл в сборные полугодия по версии сайтов football.ua и UA-Футбол. В весенней части чемпионата выступал менее ярко. Несмотря на это, с 8-ю голами стал лучшим бомбардиром команды в сезоне.
В летнее межсезонье интерес к Картушову проявляли донецкий «Олимпик», «Таврия» и «Севастополь». Зимой 2015 года побывал на просмотре в клубах высших дивизионов России и Казахстана, но остался в «Десне». В заключительной части сезона набрал «фантастическую» форму, 6 матчей подряд не уходя с поля без забитого мяча или ассиста. В игре 26 тура с «Буковиной», которую «Десна» выиграла со счётом 6:1, имел непосредственное отношение практически ко всем голам команды — он, в частности, заработал пенальти и отдал 3 голевые передачи. Как итог, весной 2015 года показал наилучшую результативность по количеству голов и результативных передач среди всех игроков лиги. Всего на протяжении сезона 2014/15 забил 7 мячей и отдал 13 голевых передач, став лучшим ассистентом Первой лиги и вторым в рейтинге лучших игроков по системе «гол+пас». Сайт UA-Футбол включил его в символическую сборную сезона и расположил на 3-м месте в списке лучших игроков года.
В июне 2015 года вновь побывал на просмотре в России, однако в итоге продолжил выступать за «Десну». В первом полугодии сезона 2015/16 длительное время не играл из-за травмы, что негативно сказалось на результате: «Десна с Егором и без — это две разные команды». Перед зимним перерывом «Десна» занимала 11-е место, что после нахождения в группе лидеров по итогам прошлых сезонов было воспринято, как неудача. Во время зимних сборов руководством «Десны» было объявлено о намерении в следующем сезоне вести борьбу за выход в Премьер-лигу. В связи с этим было важно сохранить лидеров команды, и с Картушовым был подписан контракт на улучшенных условиях сроком на 1,5 года. В весенней части сезона «Десна» выступила более успешно, заняв 8-е место, а Картушов был назван лучшим правым полузащитником лиги по версии портала Sportarena.com
В сезоне 2016/17 «Десна» выиграла серебряные медали Первой лиги, получив согласно регламенту право на повышение в классе. Картушов принял участие во всех матчах сезона, отличившись 4 голами и 8 результативными передачами. Игра Егора позволила сайту Sportarena.com включить его в символическую сборную Первой лиги.
Несмотря на достижение необходимого спортивного результата, в следующем сезоне «Десна» продолжила выступать в Первой лиге, так как Федерация футбола Украины отказалась предоставить ей аттестат, и в Премьер-лигу был переведён «Верес», занявший 3-е место. Перед стартом сезона Картушов подписал с «Десной» новый контракт сроком на 2 года.
По итогам первой части сезона 2018/19 стал лучшим футболистом Премьер-лиги по количеству ключевых передач (пасы, после которых следуют удары по воротам, без учёта голевых передач) — 15 в 12 матчах. В феврале 2019 года подписал новый контракт с «Десной».
В сезоне 2019/20 «Десна» вела борьбу с «Динамо» и «Зарёй» за серебряные медали чемпионата Украины. По ходу сезона Картушов оформил «ассистентский хет-трик» в гостевом матче 9 тура против «Мариуполя» (4:0) и отличился голом в победном матче с «Динамо» (3:2). В итоге «Десна» заняла 4-е место и впервые получила право на участие в Лиге Европы, а Егор с 8 голевыми передачами стал вторым в списке лучших ассистентов Премьер-лиги.
24 сентября 2020 года дебютировал в еврокубках, выйдя в стартовом составе на матч третьего квалификационного раунда Лиги Европы против «Вольфсбурга», в котором «Десна» проиграла со счётом 0:2.

### Карьера в сборной

#### До 17 лет
В июне 2007 года был вызван главным тренером юношеской сборной Украины до 17 лет Анатолием Бузником на Мемориал Банникова. 8 июня 2007 года дебютировал в сборной до 17 лет в матче против Японии (4:0), заменив на 41 минуте Ярослава Сокола. В следующих играх против США (1:3) и Сербии (4:0) Картушов забил по голу в ворота соперников. Сборная Украины в своей группе заняла 1-е место, обогнав США, Сербию и Японию. В финале Украина уступила Турции со счётом 0:2. На турнире Егор сыграл во всех 4 играх, забил 2 мяча и отдал 2 результативные передачи.
Анатолий Бузник также вызвал Егора в сентябре 2007 года на квалификационные матчи чемпионата Европы 2008, который состоялся в Турции. В первой игре, в которой Украина уступила Ирландии (1:3), Картушов открыл счёт на 29 минуте. В следующих матчах команда сыграла вничью со Словенией (1:1) и проиграла Дании (0:2). В итоге сборная Украины заняла последнее, 4-е место в своей группе, уступив Словении, Дании и Ирландии.
В ноябре 2007 года принял участие в двух товарищеских встречах против Италии, в которых Украина сыграла вничью (0:0) и одержала победу (2:1). В феврале 2008 года принял участие в турнире в испанской Ла-Манге, где также выступали юношеские сборные Чехии, Нидерландов и Норвегии. Всего за юношескую сборную до 17 лет провёл 12 матчей и забил 3 гола.

#### До 19 лет
В сентябре 2008 года Юрий Мороз вызвал Картушова в стан юношеской сборной до 19 лет на два товарищеских матча против Бельгии. Украина одержала две победы (5:2) и (2:0), Картушов выходил на поле в обеих играх. Также в сентябре того же года сыграл в товарищеской встрече против Франции, в которой сборная Украины выиграла со счётом 3:1.
В январе 2009 года был вызван на Мемориал Гранаткина, который проходил в Санкт-Петербурге. В своей группе Украина заняла 2-е место, уступив Турции и обогнав Бельгию и Латвию. В матче против Латвии (2:0) Картушов забил гол. В матче за 3-е место сборная Украины обыграла Чили (3:1) и стала бронзовым призёром турнира. На Мемориале Гранаткина Картушов сыграл во всех 4-х матчах и был признан лучшим нападающим турнира.
В марте 2009 года был вызван на десятидневный сбор юношеской сборной в Мариуполе, где команда провела два спарринга с Францией, однако не принял в них участия из-за травмы. Картушов был в числе кандидатов на участие в юношеском чемпионате Европы, который проходил в Донецке и Мариуполе. Он прошёл с командой сборы перед турниром, в ходе которых сыграл в товарищеских матчах против киевской «Оболони» (3:2) и донецкого «Олимпика» (2:2). В августе 2009 года в Крыму сыграл в двух товарищеских встречах против Турции. В сентябре 2009 года участвовал на Мемориале Вилотича, где также выступали Израиль, Венгрия и Сербия. В марте 2010 года принял участие в двух товарищеских матчах против Франции. Последний раз за сборную до 19 лет вышел на поле 12 мая 2010 года в товарищеской игре против Ирана (1:0). Картушов начал матч в основе, но в перерыве был заменён на Алексея Моисеенко. Всего за сборную до 19 лет провёл 15 матчей и забил 1 мяч.

#### До 21 года
В октябре 2010 года был вызван в расположение второго состава молодёжной сборной Украины до 21 года, которая проводила спарринг с Германией, однако в этой игре остался на скамейке запасных. 9 февраля 2011 года дебютировал в составе второй команды молодёжки, отыграв весь матч против России, который состоялся в Турции и завершился поражением сборной Украины со счётом 0:3. В марте 2011 принял участие в выездных товарищеских играх против Хорватии (2:1) и Сербии (2:2), во втором матче отличился голом на 56 минуте. 5 июня 2011 года открыл счёт на 11 минуте в товарищеском матче против Франции (1:1). В общей сложности за молодёжную сборную Украины провёл 4 игры и забил 2 гола.

## Стиль игры
Выступает преимущественно на позиции крайнего полузащитника, способен сыграть на обоих флангах. В «Десне» первоначально занимал место левого защитника, однако со временем был переведён ближе к атаке. Обладает очень высокой, «реактивной» скоростью — по этому показателю входит в число лучших игроков украинского футбола. По мнению спортивного функционера Левана Гулордавы, Картушов является самым быстрым футболистом Украины. В частности, 30-метровую дистанцию он способен пробежать за 3,7 секунды. Главный редактор журнала «Футбол» Артём Франков по итогам первой части дебютного сезона «Десны» в Премьер-лиге отметил, что Картушов «приобрёл славу самого реактивного игрока страны». Егор — техничный игрок, для игрового стиля которого характерны быстрые сольные проходы и обводка. Иногда единственным способом сдержать скоростные рейды игрока для его соперников является нарушение правил. Также к сильным сторонам игрока относятся отличный удар с левой ноги и умение исполнять стандарты.

## Достижения
«Шахтёр» (Донецк)
- Победитель молодёжного чемпионата Украины: 2008/09

«Десна»
- Серебряный призёр Первой лиги Украины: 2016/17
- Бронзовый призёр Первой лиги Украины: 2017/18
- Победитель Второй лиги Украины: 2012/13

«Карпаты» (Львов)
- Серебряный призёр Первой лиги Украины: 2023/24

## Статистика
(откорректировано по состоянию на 11 декабря 2021 года)
| Клуб             | Сезон            | Лига | Лига | Кубок | Кубок | Еврокубки | Еврокубки | Итого | Итого |
| Клуб             | Сезон            | Игры | Голы | Игры  | Голы  | Игры      | Голы      | Игры  | Голы  |
| ---------------- | ---------------- | ---- | ---- | ----- | ----- | --------- | --------- | ----- | ----- |
| Шахтёр-3         | 2007/08          | 10   | 1    | —     | —     | —         | —         | 10    | 1     |
| Шахтёр-3         | Итого            | 10   | 1    | —     | —     | —         | —         | 10    | 1     |
| Заря             | 2009/10          | 13   | 0    | 0     | 0     | —         | —         | 13    | 0     |
| Заря             | 2010/11          | 12   | 0    | 3     | 0     | —         | —         | 15    | 0     |
| Заря             | Итого            | 25   | 0    | 3     | 0     | —         | —         | 28    | 0     |
| Ильичёвец        | 2010/11          | 8    | 0    | 0     | 0     | —         | —         | 8     | 0     |
| Ильичёвец        | Итого            | 8    | 0    | 0     | 0     | —         | —         | 8     | 0     |
| Десна            | 2012/13          | 16   | 0    | 0     | 0     | —         | —         | 16    | 0     |
| Десна            | 2013/14          | 26   | 6    | 4     | 2     | —         | —         | 30    | 8     |
| Десна            | 2014/15          | 28   | 7    | 1     | 0     | —         | —         | 29    | 7     |
| Десна            | 2015/16          | 19   | 4    | 0     | 0     | —         | —         | 19    | 4     |
| Десна            | 2016/17          | 34   | 4    | 3     | 0     | —         | —         | 37    | 4     |
| Десна            | 2017/18          | 25   | 4    | 4     | 2     | —         | —         | 29    | 6     |
| Десна            | 2018/19          | 26   | 2    | 2     | 0     | —         | —         | 28    | 2     |
| Десна            | 2019/20          | 31   | 2    | 2     | 2     | —         | —         | 33    | 4     |
| Десна            | 2020/21          | 23   | 3    | 1     | 0     | 1         | 0         | 25    | 3     |
| Десна            | 2021/22          | 15   | 0    | 1     | 0     | —         | —         | 16    | 0     |
| Десна            | Итого            | 243  | 32   | 18    | 6     | 1         | 0         | 262   | 38    |
| Всего за карьеру | Всего за карьеру | 286  | 33   | 21    | 6     | 1         | 0         | 308   | 39    |